# 바이클론즈
《바이클론즈》(영어: Biklonz, 중국어: 炫風騎士)는 레트로봇과 영실업이 제작한 한국의 3D 로봇 애니메이션이다. 주인공 5남매가 바이클론즈 클론과 함께 지구를 정복한 흠마 제국에 대항해 지구를 지키며 성장해 나가는 내용이다. 현재 시즌5까지 방영되었다. 제작 중단이다.

## 줄거리

### 시즌1
이제 바이클론즈의 시대가 시작된다!!
지오네 형제들은 부모님이 알 수 없는 이유로 실종된 후, 마을 유지이자 악덕 업자인 나전이 아버지에게 급히 얻었던 빚이 불어나 집을 빼앗기는 위기에 몰려있다. 아이들에게 있어 집은 부모님이 다시 오실 때까지 꼭 지켜야 하는 것이므로 주변 다른 것들에는 눈길을 주지 않으며 살고 있다. 그러던 중 우주에서 왔다고 하는 한 할머니를 만나 우연히 지구를 지키는 전대의 일을 하게 되는 아이들. 자기들 앞가림 하기도 바쁜데 지구를 지켜야 하는 임무는 쉬운 것이 아닌데다가 그에 따르는 대가도 별로 없기에 아이들은 시간이 갈수록 영웅 일에 회의를 느낀다. 그러나, 함께 전대를 이루어 우여곡절을 거쳐가며 아이들은 어려움 속에서도 전보다 더 강한 유대감으로 뭉치게 되고, 지구의 모든 것이 흠마라는 우주 악덕 제국에 의해 초토화 될 위기에 처하자 지구를 지키는 것이 곧 자신들의 집을 지키는 것임을 상기하게 된다.

### 시즌2
상상할 수 없던 위기, 바이클론즈 5명 합체!
바이클론즈 때문에 지구정복에 골머리를 앓고있는 전시용. 보다못한 아버지가 용병단을 보내준다. 한편 할머니는 갈수록 강해지는 적들에 대비해 제 5의 시삽인 실버를 부르고, 그 클론을 조종할 바이클로넛을 고민하는 할머니의 눈 앞에 자전거 택배의 달인 태오가 나타난다. 태오도 바이클론즈를 하겠다는 소식에 동생들은 기뻐하지만 래오만은 그런 형이 못마땅하다. 환장용병단의 등장으로 도시는 다시 소란스러워지고, 화심은 조용히 그의 불가사리를 키우며 지구종말의 때를 기다리는데...

### 시즌3
드디어, 최강 남매들이 뭉쳤다!
아무도 알아주지 않고 돈도 안나오는 지구방위활동이 맘에 들지 않는 지오. 명함을 만들어 선전하며 또 다시 클론을 이용해 돈을 벌고자 한다. 그러나 일은 쉽게 진행되지 않고 더불어 학교에서는 학부모 참관으로 부모님을 모셔와야 하는 상황이 발생해 지오의 고민을 더 깊게 만든다. 한편 이순희를 불러내기 위해 도시에 말썽을 부리는 환장 용병단은 이순희를 불러내기 위해 자취를 감춘다. 그러나 전시용은 이를 알지 못하고 환장을 대신하여 지구정복을 이루려다가 그만 환장의 비장의 카드인 기생사리를 잃어버리고 만다. 이순희 여사는 오사장을 쫓아내주고 학부모 참관에 대신 참가하기도 하며 아이들과 할머니의 동거생활은 조금씩 더 가족적인 느낌을 갖게 된다. 환장이 자취를 감추고 도시가 평화를 되찾자 할머니가 좀무국에 돌아갈까 걱정된 지오와 피오는 할머니가 돌아가지 못하도록 방해한다. 환장이 돌아오지만 이미 기생사리는 도시 곳곳에 흘러들어가고, 불가사리화 된 동물이 나타나자 도시는 또 다시 혼란에 빠진다.

### 시즌4(바이클론즈: 메가비스트)
새로운 적을 맞은 오 남매!
오 남매의 옆집으로 나전이네가 이사를 온다. 그 이유는 오남매를 수시로 압박해 집을 팔게 하려는 것. 그러나 집이 실종된 부모님과의 유일한 연결고리이므로 아이들은 결코 집을 팔 생각이 없다.
납치되었던 전시용은 마담 흉이라는 흠마제국의 무녀에게 구조되어 지구로 돌아온다. 전시용의 아버지인 전복과 5성왕은 손을 잡고 막무가내로 5성왕의 딸 봉숭 아씨를 전시용의 신부로 삼으려 노력하고, 마담 흉은 전시용을 구슬려가며 멸망한 나즈칸 행성의 불가사리들을 지구로 소환해 지구 정복을 실현하려 한다.
한편 지금껏 사용하던 클론들이 다른 바이클로넛에게 예약되어 사용할 수 없게 되자 오 남매는 이들은 급히 새로운 클론을 찾아야 하는 상황에 처한다. 오 남매가 메가비스트 클론을 선택해 훈련하는 동안, 봉숭 아씨는 마담 흉의 등 뒤에서 조용히 지시를 내리며 자신의 진짜 목적을 향해 조금씩 나아가는데...!

### 시즌4.5(바바리안킹 스페셜)
식물화 사태가 끝이나고  테라콜라를 찾고있는데
갑자기  우주선에서  용 불가사리가 나오고
더불어 스콜피온클론까지 나오는데...
과연  지구를 지킬수 있을까?
시즌5 (바이클론즈 :메가비스트)
태라콜라의 발동
테라콜라가 발동해 가오라쿰이 강에 생기고
온도시가 정글이된다. 도시에는 불가사리들이 넘쳐나고 도시가 마비된다. 이때 5성왕의 딸 봉숭아씨는 거대한일을 꾸미는데.. 과연 바이클론즈는 지구를 지킬수 있을까.                                         
시즌6 (제작 중단)
웹툰 연재로 전환되여 아이나무툰 에서 공개한다고 했다. 다만 바이클론즈 웹툰이 연재 되려면 또봇 웹툰이 흥행에 성공해야 가능하다고 하다고 한다. 그러나 극장판 또봇 : 로봇군단의 습격과 웹툰의 흥행 부진으로 사실상 무산되었다.

## 등장 인물

#### 오 남매
- 오태오: 오 남매 중 장남이자 집안의 생계를 책임지고 있는 인물. 낮에는 퀵서비스, 밤에는 야식 배달 아르바이트에 치여 집에서 여유있게 동생들과 식사하며 얼굴 볼 시간도 없다. 환상적인 자전거 실력의 소유자.
- 오래오: 오 남매 중 차남. 항상 바쁜 첫째 태오 대신에 동생들을 돌보고 있으며, 그러느라 본래 고등학생이지만 학교를 다니지 못하고 있다. 무엇이든 척척 해내는 재주를 가지고 있어 공부면 공부, 요리면 요리, 전투면 전투 모든 것에 특출나다.
- 오미오: 오 남매 중 셋째이자 장녀인 중학생 여자 아이. 호들갑을 잘 떨기도 하지만 발랄하고 낙천적인 성격을 가지고 있다. 동생들과는 가끔 투닥투닥 다투기도 하나, 모든 형제들과 사이가 좋고 잘 챙긴다.
- 오지오: 초등학교 4학년 남자 아이로 오 남매 중 넷째. 평소에는 산만한 아이지만 땅에 떨어진 동전을 주울 때는 놀라운 집중력을 발휘한다. 지구를 지키는 대업보다는 돈이 더 중요하지만, 다부지고 승부욕도 강하며 누구보다도 가족을 사랑한다.
- 오피오: 지오보다 한 살 어린 초등학교 3학년 남자 아이. 오 남매의 막내답게 귀엽고 형제들을 잘 따른다. 소심한 성격 탓에 놀림 받기도 하지만 지구를 지키는 일 앞에선 누구보다도 대범해지는 성격의 소유자. 형인 지오가 지구 지키기에 관심이 없는 것을 답답해한다.

#### 시삽
- 로키: 지오의 파트너 시삽. 불같이 거친 성격이기 때문에 당찬 성격의 지오와 종종 갈등을 빚곤 한다. 하지만 합의점을 찾은 이후에는 좋은 파트너가 되어 훌륭하게 전투를 치른다. 시삽들 사이에서는 에펙스와 함께 주 공격을 담당하며, 중화기 운용과 돌격 전문이다. 최전방에서는 길을 찾아내는 역할도 한다.
- 에펙스: 래오의 파트너 시삽. 마초 기질이 있으며 허세로 가득하여 처음엔 가사일을 도맡아 하는 래오를 무시한다. 하지만 실전에선 누구보다 강하고 날쌘 래오에게 휘둘리고 있다. 기습 전문으로, 정탐을 담당하기도 한다.
- 톡시: 미오의 파트너 시삽. 똑 부러지는 말투와 성격으로, 파트너 미오와는 손발이 척척 맞는 찰떡궁합이다. 허둥대는 미오를 리드하여 실전에서 잘 싸울 수 있도록 도와주고, 다른 시삽들 사이를 중개하기도 한다. 정보와 통신을 담당하고 있다.
- 셰이드: 피오의 파트너 시삽. 과묵한 성격으로 말수가 별로 없어 얼핏 보면 피오를 신경쓰지 않는 것 같지만, 속으로는 피오를 굉장히 생각해주고 있다. 위기에 빠졌을 때 침착하게 피오를 이끌어준다. 방어선 구축을 담당하며, 폭약 전문가이기도 하다.
- 실버: 태오의 파트너 시삽. 섬세하진 않지만 친근한 성격으로, 태오의 배달 일을 직접 돕지는 못해도 파트너라는 이유 만으로 열심히 함께 다니는 의리의 소유자이다. 과거의 부상 때문에 목소리를 낼 수 없어 TTS음성으로 말을 한다. 전력 보급을 담당하며, 특수한 경우 전략가, 협상가로 나서는 때도 있다.
- 릭: 배달원의 파트너 시삽,자기주장이 강하고 흥분하면 목소리가 바뀐다. 태오의 무기를 만들어주었다.
- 베베: 바이클로넛 누나(이름)의 시삽.

#### 좀무국 사람들
- 이순희 여사: 오 남매를 바이클로넛으로 임명하여 외계생물과 맞서 싸우도록 만든 수상한 할머니. 지구에 올 때 타고 온 우주선의 발전기로 전기를 공급하는 대신에 오 남매의 집에 세들어 살고 있다.
- 라디오자키: 할머니가 늘 데리고 다니는 작은 라디오. 겉으로는 평범한 라디오처럼 보이지만 지구방위 주식회사의 활동을 보조하기 위해 적의 상황을 알아내어 아이들에게 전달해주는 역할을 한다.
- 흠좀무: 좀무국의 왕.이순희여사의 아들이다.

#### 흠마제국 사람들
- 전시용: 흠마 제국에서 파견된 감찰사로써 유력 인사의 아들로 곱게 자란 인물이다. 그러나 능력이 없어 우주의 변방이자 제국의 관리가 소홀한 지구로 좌천이나 다름 없는 발령을 받게 되었다. 지구인들이 흠마 제국에 정복당했다는 사실을 전혀 모르자 다시 지구를 정복하여 본 때를 보여주고자 한다. 하지만 늘 무능력해 부하들에게조차 무시당하고, 기가 죽는 인물.
- 박봉: 흠마 제국에서 전시용과 함께 파견된 그의 부하. 부하라고는 하지만 전시용을 존경하는 태도를 보기는 힘들다. 충청도 사투리를 구사하며, 적응력이 뛰어나 변방인 지구에서도 놀랄 만큼의 편한 태도를 보인다.
- 화심: 불가사리 전문가 화심 소장. 기능성 머신인 불가사리를 키우고 운용하는데에 기술과 노하우를 지니고 있는 장인이다. 프라이드가 매우 높고 카리스마 있는 인물로써, 자신을 고용한 전시용 조차 압도하는 기를 지녔다. 압도적인 능력과 카리스마로 늘 주인공들의 안위를 위협한다.
- 환장용병단: 시즌 2부터 등장하는 악당.
  - 환장: 용병단의 대장. 빨간색 유니폰을 입고 있다. 성격이 좀 거칠고 엄청나게 매운 것을 좋아하고 그것을 늘 다른 사람에게 먹이려고 한다.
  - 관장: 파란색 옷. 다른 애들과 다르게 침착하고 계획적인 모습이 있다. 허나 진지하면서 웃길때도 있고 가면벗은모습이 미남이라는 말이 있다.
  - 염장: 노란색 옷. 항상 쌈장과 티격태격한다.
  - 막장: 초록색 옷. 성격은 낙천적이며 일하는것을 귀찮아하며 놀기를 좋아한다. 용병단중 제일 막내이다.
  - 쌈장: 검정색 옷. 이유는 싸움잘해서 그렇다한다. 자신이 2인자라 하지만 다른애들과 별차이는 없다. 그래도 다른 애들을 지도하거나 선수치는걸 보면 나름 그모습이 보인다.
- 전복: 흠마제국의 실세로 수완이 좋고 집념이 강해 최고위급인 성왕들도 무시하지 못하는 인물. 감찰사 전시용의 아버지이기도 하다. 목적을 달성하지 못하거나 자신의 비밀을 알게 된 부하들을 가차없이 처치하는 잔혹한 사람이지만 못난 아들을 등 뒤에서 계속 지원해대는 부성애도 가지고 있다.
- 마담 흉: 봉숭 아씨를 보좌하고 있는 무녀. 무녀라고는 하지만 그녀가 사용하는 도구들은 대부분 과학기술로 이루어진 것으로 과연 진짜 무녀인지가 의심스럽다. 극도로 위험해 금지구역으로 지정된 나즈칸 행성을 성공적으로 탐험한 유일한 사람이기도 하며, 나즈칸 행성에 존재하는 불가사리들을 소환해 지구 정복을 꾀한다.
- 봉숭 아씨: 흠마제국 제 5 성왕의 딸. 갸냘픈 외모와는 달리 엄청난 야심가로서, 전시용과의 혼례를 핑계로 지구에 온 후 모종의 목적을 이루려 하고 있다.
- 5성왕

#### 그 외
- 배달원: 바이클로넛들에게 다양한 물품을 실어나르는 사람이며 그 자신도 바이클로넛이다. 명랑하고 붙임성이 있지만 의외로 남의 집에 들어가는 것을 조심하며, 오랜 기간 야전 생활을 한 탓에 실내 생활을 잘 못하는 특성을 갖고 있다.
- 안진솔: 미오,다준,재원의 학교 친구들.
- 허신영, 허기진
- 누나

## 클론

#### 시즌1~3
시즌 1~3에서는 별자리를 소재로 한 클론들이 등장한다.
- 토러스(01): 로키가 소환하는 클론으로, 파일럿은 지오,밤송이 황소자리의 기운을 받아 힘세고 단단하다. 황소의 뿔이 특징적이며 ‘거성 알데바란’, ‘불파이트’ 등의 파괴력있는 기술을 지녔다. 돌격형으로 순간 출력의 최대치는 클론들 중 제일 높다. 주로 넓은 평지에서 활약하지만 장애물이 있더라도 파괴할 수 있는 강한 돌파력을 가지고 있다.
- 리오(02): 에펙스가 소환하는 클론으로, 파일럿은 래오. 사자자리의 기운을 받아 날렵하고 강한 기술을 구사한다. ‘레굴루스 사자후’, ‘그랜드 프라이드’ 등을 쓸 수 있다. 잠복, 급습에 유리한 구조를 가지고 있고 복잡한 지형이나 야간 등 열악한 환경에서도 자유롭게 움직인다.
- 애리즈(03): 톡시가 소환하는 클론으로, 파일럿은 미오와 아싸득 양자리의 기운을 받고 있으며 네 발에 하이힐을 신고 있다. ‘헤드버터’, ‘킬힐’, '트라이앵글' 등 톡시의 특징이 녹아있는 기술을 사용한다. 첨단화된 자기 조작 기술이 적용되어 있고 매우 섬세한 제어장치를 탑재하고 있어 작은 움직임에도 예민하다. 공격 범위가 넓진 않지만 집중되어 있는 만큼 작은 공격으로도 치명타가 가능하다.
- 스콜피오(04): 셰이드가 소환하는 클론으로, 파일럿은 피오와 누나 전갈자리의 기운을 받고 있으며 방어에 뛰어나 ‘스콜피오 실드’, ‘팀 커버리지’ 등을 구사한다. 집게발을 뻗어 사물을 붙잡아 당길 수 있다. 클론들 중 가장 안정적이고 단단한 구조를 가지고 있어 클론의 방패로 활약하지만, 극단적인 필살기를 선보이기도 한다.
- 우르사(05): 실버가 소환하는 클론으로, 파일럿은 태오. 북극성을 품은 작은곰자리의 기운을 받아 클론들이 합체할 때 구심점이 되며, 자체 발전기를 내장하고 있어 거의 무한대의 구동시간을 자랑한다. 에너자이저라는 기술을 사용해 에너지가 고갈된 클론들의 에너지를 충전시킬 수도 있다. 공격시에는 슭곰발, 베어크러쉬 등 거친 기술을 사용하며, 화이트아웃이라는 필살기도 보유하고 있다.
- 합체형
  - 에어로: 리오 클론이 상반신, 애리즈 클론이 하반신을 각각 구성하여 합체한 로봇. 기동성이 뛰어난 리오와 애리즈가 합체해 공중전이 가능한 형태이다. 주변 상황 정찰이나 비행하는 적에 대하여 강하다. 주 무기는 ‘에어레이드’와 ‘워크라이’.
  - 허리케인: 스콜피오 클론이 상반신, 토러스 클론이 하반신을 각각 구성하여 합체한 로봇. 토러스의 공격력과 스콜피오의 방어력이 조합되어 가장 이상적인 형태이다. 2단합체기 중 중량이 가장 크며 충격에 강하다. 주 무기는 ‘거성 알데바란 수퍼차지’와 ‘버블트랩’.
  - 고스트: 스콜피오 클론이 상반신, 애리즈 클론이 하반신을 각각 구성하여 합체한 로봇. 인공 중력장으로 적의 발을 묶거나 다양한 폭약을 상황에 맞게 다루며 창의적인 전투를 펼치는 형태이다. 주 무기는 ‘지포스’와 ‘폭불폭탄’. 내부 구동 방식이 극도로 복잡해 시삽들간의 협력과 데이터 공유가 매우 중요하다.
  - 이클립스: 리오클론이 상반신, 토러스클론이 하반신을 각각 구성하여 합체한 로봇. 공격이 전문인 두 클론이 만나 그 어떤 조합보다도 빠르고 맹렬한 전투를 펼칠 수 있는 형태이다. 주 무기는 ‘라이트스피드’와 ‘썬더스트라이크’. 방어를 전혀 고려하지 않으며 오로지 속전속결을 목표로 할 때 사용된다.
  - 인피니티: 토러스, 스콜피오, 애리즈, 리오, 우르사 클론이 모두 합체한 슈퍼로봇. 주무기는 인피니트 크러셔, 알데바란 인피니티, 스타 실드, 인피닛 컨트롤.

#### 시즌4~5
시즌4~5에서는 고대 생물들을 소재로 한 클론들이 등장한다.
- 다이어 울프(01): 나즈칸 행성의 다이어 울프를 모델로 한 지오의 새 클론. 기동성이 매우 좋으며. 웨어울프 모드라는 특수 조건이 갖춰지면 엄청난 출력 향상과 함께 밀착공격의 진수를 보여준다. '파이어 볼'이라는 기술을 주로 사용하며 '블러드 문'이라는 필살기도 보유하고 있다.
- 세이버 투스(02): 나즈칸 행성의 검치호를 모델로 한 래오의 새 클론. 질주 보다는 점프가 장점이며 순간적으로 기체의 중량을 조절할 수 있다. 발톱으로 적을 찢는 '파탈 슬래셔'라는 기술을 주로 사용하며 검치를 이용한 필살기 '백 스태버'를 구사하기도 한다.
- 아르젠타비스(03): 거대 맹금류인 아르젠타비스의 형태를 한 미오의 새 클론. 비행 클론으로서 공중전에 특화되어 있으며 메가비스트 중에서는 조종하기 가장 까다로운 클론이다. '랜드 오브 썬더', 또는 '헤드 퍼스트 다이빙 어택'과 같이 기술 명칭도 길고 어려워 미오가 고전한다.
- 매머드(04): 매머드 형태의 거대 클론이자 피오의 새 클론. 기본 무기인 '블로 캐넌'은 공기, 물, 자갈 등 주변의 대부분의 물질을 발사체로 활용할 수 있는 효율적인 무기이며 그 외에도 상아를 냉각봉으로 변환해 적을 얼려버리는 '플래쉬 프리저'와 '메가스토퍼'라는 필살기도 보유하고 있다. 물에서도 활동이 가능하다.
- 자이언트엘크(05): 거대 순록 형태의 클론이자 태오의 새 클론. 뿔에서 부메랑 모양의 에너지 탄과 다연장 로켓포를 발사할 수 있으며 우르사와 마찬가지로 에너지가 고갈된 동료 클론을 충전시켜주는 에너자이저 기능 또한 탑재하고 있다. 단순한 지형에서의 최대 점프 거리는 세이버 투스를 능가한다.
- 합체형
  - 크로스 어택커: 다이어 울프와 세이버 투스의 크로스 합체 클론. 쌍칼을 주 무기로 사용하며 '부족'의 용맹스러운 공격수를 연상시킨다. '파탈 블레이드'와 '파이어 블레이드'를 사용해 빠르고 강렬한 근접전을 구사하며 '파이로 드라이브'라는 무기를 사용해 화려한 원거리 공격도 가능하다.
  - 썬더 가디언: 자이언트 엘크, 매머드, 아르젠타비스 가 합체한 클론. '천둥방패'라는 방어기술과 '마카휘틀'이라는 검 형태의 무기를 사용한다. 제트팩이 있어 비행도 가능하다.
  - 바바리안 킹: 5개의 클론들이 전부 합체한 버전. 거대하고 늠름한 부족의 리더 같은 이미지를 하고 있으며 '폭군 카타스트로피'라는 도끼형 무기를 주로 사용한다. 그 외에도 몇 가지 치명적인 필살기를 보유하고 있지만 무슨 이유에서인지 매뉴얼에 기술 소개가 누락되어 있어 베일에 싸인 합체클론이기도 하다.
배달맨: 배달원이 사용하는 클론이다.필살기는 미니추추라는 기술이있다.

## 성우진
- 김유은, 해 성 : 오지오
- 이승원 : 오래오
- 김은성 : 오피오
- 신정희 : 오미오, 지오네선생님, 썬캡아줌마A
- 신경선 : 오태오, 로키, 허기진
- 정인지 : 이순희, 바이클로넛 누나, 썬캡아줌마C
- 하룡이 : 라디오 자키, 화심, 우기자, 오동환, 막장
- 이기호 : 에펙스, 전시용, 사이비교주, 염장
- 설재근 : 셰이드, 쌈장, 고소장
- 문혜원 : 톡시, 마담 흉, 기진이엄마
- 박지훈 : 박봉
- 강한별,박외솔,조아라 : 오나전, 릭, 썬캡아줌마B, 쌍둥이, 황신혜
- 안효민 : 실버, 오사장, 좀무왕, 전복, 롤랜드숭이코차, 메카졸
- 이 현 : 환장, 관장, 알파, 거미파차, 문명종결수'진', 분대장, 오존
- 김영웅 : 배달원
- 김동욱 : 호덕, 래오담임, 미오담임
- 이현화 : 원재
- 권세봉 : 5성왕
- 강기화 : 봉숭아씨
- 안진솔 : 진술
- 권지연 : 수명
- 김영선 : 광우, 남순경
- 전재형 : 오다준
- 선진태 : 도마배와칸
- 박지연 : 콘돌라도
- 김신영 : 초롱이, 허신영
- 우설리 : 아나운서
- 송지영 : 냐오
- 정재준, 정윤지, 김수경, 권지연, 이은애 : 시민들
- 김수연, 이은애 : 악동 1
- 김수연 : 악동 2
- 이기호, 조종백 : 불가사리
- 정재준 : 비둘기 불가사리
- 최지우 : 베베

## 에피소드 제목

### 시즌1
| 화수 | 에피소드명                 |
| ---- | -------------------------- |
| 1화  | 수상한 할머니              |
| 2화  | 영웅의 시작                |
| 3화  | 정복자                     |
| 4화  | 메카졸의 습격              |
| 5화  | 새로운 가족                |
| 6화  | 지구방위 주식회사          |
| 7화  | 불가사리                   |
| 8화  | 바이클로넛 지오!           |
| 9화  | 지오와 로키의 갈등         |
| 10화 | 토러스 클론                |
| 11화 | 래오의 비밀                |
| 12화 | 분노의 래오                |
| 13화 | 레굴루스 사자후!           |
| 14화 | 월급은 언제쯤?             |
| 15화 | 27단 바이크 vs 액션 바이크 |
| 16화 | 도심에 나타난 불가사리     |
| 17화 | 집을 지켜라!               |
| 18화 | 아싸! 동전 득!             |
| 19화 | 불가사리 습격              |
| 20화 | 지구를 지켜라!             |
| 21화 | 합체 클론 허리케인         |

### 시즌2
| 화수 | 에피소드명                    |
| ---- | ----------------------------- |
| 1화  | 새로운 위기                   |
| 2화  | 배달왕 태오                   |
| 3화  | 합체 칩을 획득하라            |
| 4화  | 환장용병단 등장               |
| 5화  | 다섯 번째 전사                |
| 6화  | 바이클로넛 태오!              |
| 7화  | 경복궁에서의 결전             |
| 8화  | 미오와 드림 프린스            |
| 9화  | 우리 동생 내놔!               |
| 10화 | 바이클론즈의 리더는?          |
| 11화 | 병가리의 습격                 |
| 12화 | 바벨 바이러스                 |
| 13화 | 고무줄무늬 깐마늘!            |
| 14화 | 일어나라 오태오!              |
| 15화 | 나의 꿈은 무엇일까?           |
| 16화 | 환장용병단의 화끈한 회식      |
| 17화 | 피오의 희망                   |
| 18화 | 형과 아저씨와 자전거          |
| 19화 | 불가사리 '관'                 |
| 20화 | 피오의 활약 그리고 문명종결수 |
| 21화 | 바이클로넛 인피니티!          |

### 시즌3
| 화수 | 에피소드명                |
| ---- | ------------------------- |
| 1화  | 모두 활동 재개!           |
| 2화  | 상자안에 든 것은?         |
| 3화  | 돈벌이는 정당하게         |
| 4화  | 기생사리의 행방           |
| 5화  | 수산시장을 지켜라         |
| 6화  | 나는 영웅이다             |
| 7화  | 학부형 참관일             |
| 8화  | 할머니는 79점!            |
| 9화  | 미오의 고민               |
| 10화 | 의리의리한 친구들         |
| 11화 | 가족사진을 찍자!          |
| 12화 | 불가사리떼의 습격         |
| 13화 | 알데바란 인피니티         |
| 14화 | 통신을 엿듣다             |
| 15화 | 할머니와 신나는 하루      |
| 16화 | 불가사리 오냐오           |
| 17화 | 이 고양이는 안돼요!       |
| 18화 | 이순희 납치작전           |
| 19화 | 우리가 선택받은 슬픈 이유 |
| 20화 | 할머니의 편지             |
| 21화 | 기다려라, 내가 간다!      |
| 22화 | 인피니티 궁디팡팡         |
| 23화 | 끝까지 남는건 누구?       |
| 24화 | 가족                      |

## 미디어 믹스

### 바이클론즈: 불가사리의 습격[2]
바이클론즈: 불가사리의 습격은 바이클론즈를 소재로 한 모바일 게임이다. ㈜드래곤플라이(대표이사 박철우)와 ㈜영실업(대표이사 한찬희)이 2014년 10월 2일 공동 사업 계약을 체결하고 개발하기 시작하였다. 2016년 8월 셈스게임즈에서 발매하였다.